# Harry Kane
Harry Kane (Walthamstow, 28. srpnja 1993.) je engleski nogometaš koji trenutačno nastupa za Bayern München i englesku nogometnu reprezentaciju, a igra na poziciji napadača. 
Svoj debi za Tottenham je upisao 25. kolovoza 2011. godine protiv Heartsa, u play-offu Europske lige. Prije nego što je postao neizostavni član prve postave Tottenhama, odradio je posudbe u Leyton Orientu, Millwallu, Leicester Cityju i Norwich Cityju.
Postao je regularnim članom prve postave Tottenhama u sezoni 2014./15., u kojoj je zabio 31 pogodak u svim natjecanjima, od kojih je 21 pogodak zabio u ligi, a te je sezone i dobio nagradu za najboljeg mladog nogometaša u Engleskoj. Kane je bio najbolji premijerligaški strijelac u sezonama 2015./16. i 2016./17. te je svojim pogocima pomogao Tottenhamu da se plasira u Ligu prvaka u obje sezone. Dosad je bio šest puta proglašavan igračem mjeseca u Premier ligi, a u sezonama 2014./15., 2015./16. i 2016./17. je izabran u najbolju jedanaestorku lige. Zabio je preko 170 pogodaka u službenim natjecanjima u dresu Tottenhama i trenutno se nalazi na trećem mjestu najboljih klupskih strijelaca svih vremana.
Predstavljao je Englesku u raznim mlađim reprezentativnim selekcijama, igrajući za uzraste do 17, do 19, do 20 i do 21 godine. Zabio je u svom debiju za englesku nogometnu reprezentaciju dana 27. ožujka 2015. godine i s njom je nastupio na EP-u 2016. godine i SP-u 2018. Na SP-u 2018. osvaja zlatnu kopačku za najboljeg strijelca postigavši 6 pogodaka za englesku nogometnu reprezentaciju. 
U kvalifikacijama za Europsko prvenstvo u 2020. je Kane uspio zabiti na svakoj od osam utakmica kvalifikacijske skupine. Ukupno je postigao 12 golova ili gotovo trećinu od svih golova Engleske u kvalifikacijskom ciklusu. Engleski napadač je u zadnjoj kvalifikacijskom susretu u studenom te godine protiv Kosova u Prištini izjednačio rekord po broju golova koje je igrač tijekom godine postigao za Englesku. S 12 golova Kane je ponovio rekorde Georgea Hilsdona iz također 1908. i Dixieja Deana iz 1927. Kane je poentirao u svih šest posljednjih utakmica za Englesku u 2019. godini, što je tek drugi put nakon Drugog svjetskog rata da to uspijeva jednom reprezentativcu s Otoka. HurriKane je zaslužan i za prvu ovakvu seriju, a ta je trajala od listopada 2017. do srpnja 2018. godine.

## Vanjske poveznice
- Profil na Transfermarktu
- Profil na Soccerwayu